# 南港 (彰化縣)
南港，是臺灣彰化縣埔鹽鄉的一個傳統地域名稱，位於該鄉東南部。相較於今日行政區，其範圍大致包括南港村、打簾村。

## 歷史
台灣清治末期至日治初期，南港地區為一街庄，稱為「南港庄」，隸屬於馬芝堡。該庄昔日東隔臺灣溝與下崙庄、大崙庄、埤霞庄為界，南邊為三塊厝庄，西邊為崙仔腳庄，北邊為廍仔庄。
1901年（日治明治三十四年）11月，該庄隸屬於彰化廳。1909年（明治四十二年）10月，改隸屬於臺中廳。1920年（大正九年），該庄改制為「南港」大字，隸屬於臺中州員林郡埔鹽庄，大字下有「南港」、「菜堂」小字名。
戰後埔鹽庄改制為埔鹽鄉，隸屬於彰化縣，大字亦改制為村。

## 交通
國道1號又稱「中山高速公路」，是貫穿台灣西部的兩條縱向高速公路之一，大致以縱向經過南港地區東南部凸出部分。境內僅在邊界處與省道台76線（東西向快速公路－漢寶草屯線）交會處設有埔鹽系統交流道，一般交流道北側較近的是彰化交流道，南側較近的是員林交流道，由此等交流道進入可快速前往南北各地。
縣道144號是福興至員林林厝的道路，主要為員林大排兩岸平面道路，大致以西北—東南走向經過本地區東部邊界地帶，往西北可前往福興連結省道台17線、台61線，往東南可前往員林，最終止於縣道137號路口。省道台76線（東西向快速公路－漢寶草屯線）為架設於縣道144號上方的高架快速道路，往西北可於外中東南側接縣道144號，往東南可於埔鹽系統交流道連接國道1號，亦可過員林後續行至位於南投草屯的中興系統交流道以連接國道3號。